# Ralekoti Mokhahlane
Ralekoti Mokhahlane (sinh ngày 3 tháng 6 năm 1986) là một cầu thủ bóng đá người Lesotho hiện tại thi đấu ở vị trí tiền vệ. Anh có 6 lần ra sân cho Đội tuyển bóng đá quốc gia Lesotho kể từ năm 2006.

## Sự nghiệp quốc tế

### Bàn thắng quốc tế
Tỉ số và kết quả liệt kê bàn thắng của Lesotho trước.
| #  | Ngày                 | Địa điểm                                  | Đối thủ  | Tỉ số | Kết quả | Giải đấu                                     |
| -- | -------------------- | ----------------------------------------- | -------- | ----- | ------- | -------------------------------------------- |
| 1. | 8 tháng 7 năm 2013   | Sân vận động Arthur Davies, Kitwe, Zambia | Kenya    | 1–0   | 2–2     | Cúp COSAFA 2013                              |
| 2. | 9 tháng 7 năm 2013   | Sân vận động Arthur Davies, Kitwe, Zambia | Botswana | 1–2   | 3–3     | Cúp CECAFA 2013                              |
| 3. | 6 tháng 9 năm 2015   | Sân vận động Setsoto, Maseru, Lesotho     | Algérie  | 1–1   | 1–3     | Vòng loại Cúp bóng đá châu Phi 2017          |
| 4. | 25 tháng 10 năm 2015 | Sân vận động Setsoto, Maseru, Lesotho     | Zimbabwe | 1–1   | 1–1     | Vòng loại Giải vô địch bóng đá châu Phi 2016 |